# Eudoxia Comneno (Hija de Alejo I)

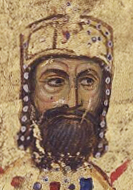
Alejo I Comneno

Eudoxia Comneno (griego: Εὐδοκία Κομνηνή; 14 de enero de 1094-c. 1129) fue la tercera hija del emperador bizantino Alejo I Comneno (r. 1081-1118). Su hermano fue Juan II Comneno.

## Vida
Eudoxia Comneno nació el 14 de enero de 1094, como sexta vástago y tercera hija mujer del emperador bizantino Alejo I Comneno y la emperatriz Irene Ducas. Como sus padres gobernaban desde 1081, se le atribuyó el título de princesa porfirogéneta.
Aproximadamente en 1109 se casó con el hijo del Curopalate Constantino Iasites, que podría llamarse Miguel. Sin embargo, el matrimonio fue disuelto poco después por la emperatriz Irene, ya que Iasites no respetaba a su esposa ni a la propia emperatriz, y se comportaba con ellas de forma inapropiada para su nacimiento y posición. Como resultado, según Zonaras, cuando Eudoxia cayó enferma, su madre la recluyó en un convento y expulsó a Iasites del palacio. De su matrimonio, tuvo al menos dos hijos, cuyos nombres se desconocen.
Se estima que alrededor del 1116, la emperatriz Irene dedicó la primera parte del typikon del monasterio de Kecharitomene, y lo confió, junto con el monasterio, a la administración de su hija Eudoxia. Eudoxia asistió a su padre en su lecho de muerte en agosto de 1118. Ella misma murió en algún momento antes de 1130/31, según el historiador Konstantinos Varzos probablemente hacia 1129.